# Jaylon Moore
Jaylon Moore (Detroit, 9 gennaio 1998) è un giocatore di football americano statunitense che milita nel ruolo di offensive tackle per i Kansas City Chiefs della National Football League (NFL).

## Carriera

### San Francisco 49ers
Moore al college giocò a football alla Western Michigan University. Fu scelto nel corso del quinto giro (155º assoluto) nel Draft NFL 2021 dai San Francisco 49ers. Nella sua stagione da rookie disputò 7 partite, di cui 3 come titolare.

### Kansas City Chiefs
L'11 marzo 2025 Moore firmò con i Kansas City Chiefs.